# Petter-Bilchschwanz
Der Petter-Bilchschwanz (Eliurus petteri) ist eine Art der Madagaskar-Ratten innerhalb der  Bilchschwänze (Eliurus). Die Art lebt endemisch im zentral-östlichen Teil von Madagaskar, wo sie nur aus der Provinz Toamasina bekannt ist.

## Merkmale
Der Petter-Bilchschwanz erreicht eine Kopf-Rumpf-Länge von 13,3 Zentimetern bei einer Schwanzlänge von 19,1 Zentimetern, das Gewicht beträgt 74 Gramm; alle Angaben stammen dabei vom Typus. Damit handelt es sich um eine kleine Art der Nagetiere. Die Rückenfärbung ist braungrau, der Bauch ist weiß und gegenüber dem Rücken scharf abgegrenzt. Im Vergleich zu verwandten Arten ist er anhand dieser Abgrenzung gut zu unterscheiden. Der Schwanz ist im vorderen Bereich nackt und im letzten Viertel mit grauen Haaren besetzt, die eine Quaste an der Schwanzspitze bilden. Diese kann bei einigen Individuen auch weiß sein. Die Unterschenkel sind grau, die Füße und Zehen weiß.
Die Weibchen besitzen drei Paar Zitzen.

## Verbreitung

Verbreitungsgebiet (rot)

Die Art lebt endemisch im zentral-östlichen Teil von Madagaskar, wo sie nur in der Provinz Toamasina nachgewiesen ist.

## Lebensweise
Über die Lebensweise des Petter-Bilchschwanzes liegen nur sehr wenige Informationen vor. Er lebt in unberührten Regenwaldgebieten des Flachlands und der Berghänge in Höhen von 430 bis 1200 Metern. Die Tiere sind nachtaktiv und es ist anzunehmen, dass sie sich von Samen und anderen Pflanzenteilen ernähren. Wahrscheinlich wird die Nahrung durch Früchte und Insekten ergänzt.

## Systematik
Der Petter-Bilchschwanz wird als eigenständige Art innerhalb der Gattung der Bilchschwänze (Eliurus) eingeordnet. Die wissenschaftliche Erstbeschreibung der Art stammt von dem Zoologen Michael D. Carleton aus dem Jahr 1994, der sie anhand von Individuen aus Provinz Toamasina beschrieb.
Innerhalb der Art werden neben der Nominatform keine Unterarten unterschieden. Benannt wurde die Art nach Francis Petter, Zoologieprofessor in Paris.

## Status, Bedrohung und Schutz
Der Petter-Bilchschwanz wird von der International Union for Conservation of Nature and Natural Resources (IUCN) als bedroht („endangered“) eingeordnet. Begründet wird die Einordnung durch das sehr kleine Verbreitungsgebiet von 1532 km², in dem die nutzbaren Habitate stark fragmentiert sind. Die Hauptbedrohung für diese Art ist der Verlust und die Verschlechterung der Lebensräume als Folge von Brandrodungen durch landwirtschaftliche Aktivitäten. Eine potentielle Bedrohung ist zudem eine Krankheit, die ursprünglich durch eingeschleppte Flöhe von eingeführten Nagetieren auf madegassische Nagetiere übertragen wurde.

## Belege
1. 1 2 3 4 5 6 7  Petter’s Tufted-tail Rat. In: S.M. Goodman, A. Monadjem: Family Nesomyidae (Pouched Rats, Climbing Mice and Fat Mice) In: Don E. Wilson, T.E. Lacher, Jr., Russell A. Mittermeier (Herausgeber): Handbook of the Mammals of the World: Rodents 2. (HMW, Band 7) Lynx Edicions, Barcelona 2017, S. 188. ISBN 978-84-16728-04-6.
2. 1 2  Eliurus petteri. In: Don E. Wilson, DeeAnn M. Reeder (Hrsg.): Mammal Species of the World. A taxonomic and geographic Reference. 2 Bände. 3. Auflage. Johns Hopkins University Press, Baltimore MD 2005, ISBN 0-8018-8221-4.
3. ↑  Bo Beolens, Michael Watkins, Michael Grayson: The Eponym Dictionary of Mammals. Johns Hopkins University Press, Baltimore MD 2009, ISBN 978-0-8018-9304-9, S. 319–320.
4. 1 2  Eliurus petteri in der Roten Liste gefährdeter Arten der IUCN 2016. Eingestellt von: R. Kennerley, S. Goodman, 2016. Abgerufen am 19. Mai 2020.